# لرون
لورون یک روستا در ایران است که در دهستان دولت‌آباد (نمین) واقع شده‌است. لورون۱۲۷ نفر جمعیت دارد.